# 赤山 (川口市)
赤山（あかやま）は、埼玉県川口市の大字。郵便番号は333-0825。

## 地理
川口市北部に位置する。赤山城を起点に赤山街道が伸びており、古くから往来があった。新井宿駅の北東側に位置し、宅地化が進んでいる。川口パーキングエリア付近で新井宿に挟まれ飛び地のようになっている。また赤山の中にも石神の飛び地などがある。地区の南部と東部の一部を除き市街化調整区域となっている。2018年にイイナパーク川口が一部開園した。縄文中期から奈良期にかけての赤山陣屋敷遺跡のほか、縄文中・晩期の赤山遺跡や、縄文期から古墳期にかけての源長寺前遺跡が地内に所在する。

## 歴史
もとは江戸期より存在した足立郡に属する赤山村で、古くは赤山領に属されていたと云う。はじめは赤芝山と称されていたが、当地に陣屋を移した頃から赤山と略されるようになったと云う。
- はじめは幕府領で、後に知行は関東郡代伊奈氏となる[4][5]。
- 1629年（寛永6年）頃、地内及びその周辺の6町余りの荒地を開拓して陣屋を設置した[4]。
- 1792年（寛政4年）より伊奈氏が失脚となり、再び幕府領となる[4][5]。
- 1871年（明治4年）11月13日 - 第1次府県統合により埼玉県の管轄となる。
- 1874年（明治7年） - 山王村新田および源長寺上地を赤山村に合併する[4]。
- 1879年（明治12年）3月17日 - 郡区町村編制法により成立した北足立郡に属す。郡役所は浦和宿に設置。
- 1889年（明治22年）4月1日 - 町村制施行に伴い、赤山村は安行領根岸村・安行領在家村・道合村・神戸村・木曾呂村・石神村・西新井宿村・新井宿村・内野村・源左衛門新田・赤芝新田と共に合併し、神根村が成立する。神根村大字赤山になる。
- 1940年（昭和15年）4月1日 - 神根村、鳩ヶ谷町（1950年に再分離）、芝村、新郷村が川口市に編入合併される。川口市大字赤山となり、その後の区域変更もなく今に至る。
- 1961年（昭和36年） - 赤山城址が県の旧跡に指定される[4]。
- 1987年（昭和62年）9月9日 - 地内に首都高速川口線や付随する川口料金所や川口パーキングエリアが建設され、開業する。
- 1992年（平成4年）11月27日 - 地内に東京外環自動車道が建設され、開業する。
- 2014年（平成16年）6月15日 - 地内に国際興業バス鳩ヶ谷営業所が西新井宿より移転する。
- 2018年（平成30年）4月3日 - 地内に赤山歴史自然公園が造成され、部分開園する。
- 2022年（令和4年）4月25日 - 地内に川口ハイウェイオアシスがオープン、赤山歴史自然公園が全面開園。

## 小・中学校の学区
市立小・中学校に通う場合、学区（校区）は以下の通りとなる。
| 番地 | 小学校               | 中学校             |
| ---- | -------------------- | ------------------ |
| 全域 | 川口市立神根東小学校 | 川口市立神根中学校 |

## 交通
地内の地下を埼玉高速鉄道線が通るが、鉄道駅は設置されていない。最寄り駅は同線新井宿駅である。

### 道路

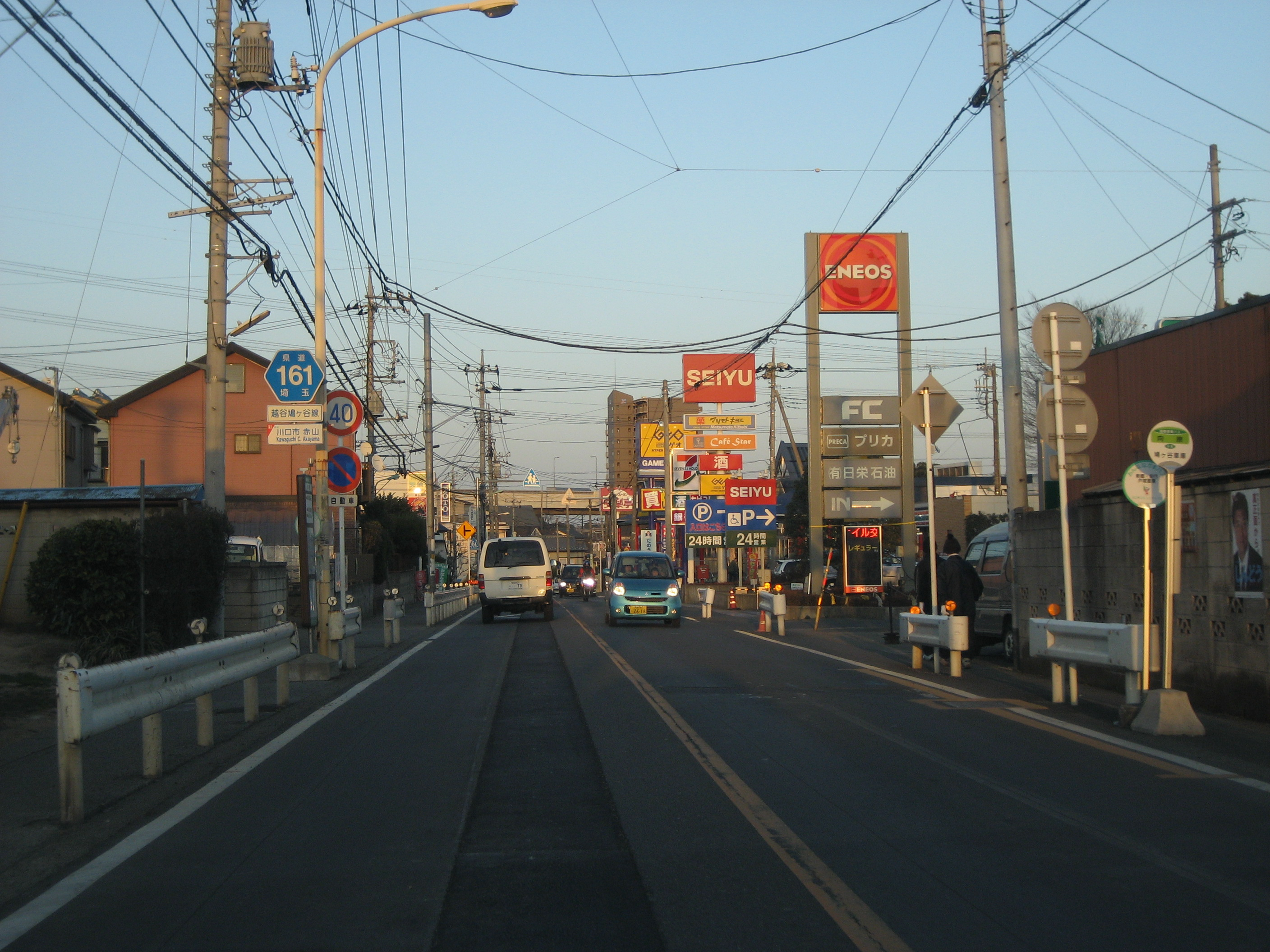
越谷川口線 赤山地内

- 首都高速道路川口線
  - 川口パーキングエリア
  - 川口料金所
- 東京外環自動車道
- 国道298号
- 東京都道・埼玉県道239号足立川口線
- 埼玉県道161号越谷川口線
- 東本郷赤山道

## 地域

### 寺社・史跡
- 赤山城
- 赤山日枝神社 - 陣屋内に鎮座していた天神社・八幡社・御陣山稲荷社を合祀する。
- 浄土宗 源長寺 - 伊奈氏の菩提寺で、市指定文化財の「伊奈家頌徳碑」が立つ[3]。
- メモリアルパーク川口山王

### 公園・緑地
- 赤山歴史自然公園（イイナパーク川口） - 愛称の「イイナ」は伊奈氏の「イナ」にかけたものである。
- 江川運動公園
- 山王公園
- 赤山小公園
- 源長寺公園
- 源長寺前公園

### 施設
- 川口市立文化財センター分館 歴史自然資料館 - イイナパーク川口に併設
- 川口市めぐりの森（市営火葬場） - 駐車場の一部が大字赤山に掛かる。所在地は大字新井宿である。
- 国際興業バス鳩ヶ谷営業所
- 赤芝保育園
- 保育園キッズハウス
- 県営赤山団地
- 赤山源長寺町会会館